# Titanis
Genre
Espèce
Synonymes
- Titanus (misspelling)[1]

Titanis est un genre d'oiseaux préhistoriques carnivores et inaptes au vol, qui a vécu en Amérique du Nord au Pléistocène.
Il n'est représenté que par une seule espèce, Titanis walleri.

## Histoire
Les phorusrhacidés sont apparus en Europe il y a 50 Ma, soit 15 Ma après l'extinction des dinosaures non aviens (65 millions d'années). Il y a 27 Ma, ils étaient confinés au continent américain.
Le contact des plaques continentales correspondant à l'Amérique du Nord et à l'Amérique du Sud, il y a 3 Ma, a permis aux phorusrhacidés de peupler le Nord du continent par le futur isthme de Panama et de migrer jusque dans le Sud des actuels États-Unis lors du grand échange inter-américain. Des fossiles de Titanis ont été découverts au Texas mais les plus beaux spécimens se trouvent dans une grotte sous-marine de Floride.[réf. nécessaire]
Ces phorusrhacidés nord-américains, nommés Titanis par les paléontologues américains qui les ont découvert, auraient survécu jusqu'à −400 000 ans. Certains indices ont fait croire au paléontologue J. A. Baskin qu'il en existait encore il y a 15 000 ans mais Bruce McFadden et d'autres ont réfuté cette thèse.
Le cousin sud-américain de Titanis est Phorusrhacos. Titanis était un énorme oiseau carnivore de 2,5 m de haut. Il pèserait jusqu'à 150 kg (soit le poids de deux hommes) et était incapable de voler. Avec son bec crochu et ses griffes acérées, il pouvait maintenir sa proie avec ses serres et, de son bec, arracher la chair de mammifères plus ou moins gros. Cette interprétation lui a valu le surnom d'« oiseau terreur ». Ses pattes puissantes pourraient être un moyen de défense efficace face à ses terribles concurrents tel que Smilodon ou encore le « loup sinistre » du Pléistocène, Canis dirus.